# Wegrace 350 cc
De 350cc-klasse is een voormalige wegraceklasse in de motorsport. In deze klasse werd gestreden om de wereldtitel in het FIM wereldkampioenschap wegrace, maar ook in het Europees kampioenschap wegrace en de Junior TT. 

## Geschiedenis
Net als de andere op cilinderinhoud gebaseerde klassen (50-, 80-, 125-, 250- en 500 cc) diende de inhoudsklasse om wegraces eerlijker te maken. Toen rond 1904 de eerste motorraces werden georganiseerd was daar nog geen sprake van. Elke organisatie hanteerde eigen reglementen en zelfs de oprichting van de Fédération Internationale des Clubs Motocyclistes eind 1904 bracht daar geen verandering in. Dat had twee oorzaken: deze FICM was in het begin nog te zwak en de ontwikkelingen van de motorfietsen gingen te snel. Ook vermeldden motorfabrikanten in het begin van de 20e eeuw de cilinderinhoud helemaal niet: men leverde motorfietsen met een bepaald vermogen en dat werd dan ook in advertenties vermeld. Zo vond men reglementen gebaseerd op het brandstofverbruik, het gewicht, het aantal cilinders of combinaties daarvan. Als een bepaalde motorfiets te snel bleek werden reglementen soms jaarlijks aangepast.

### Isle of Man TT
De TT van Man werd al snel een van de belangrijkste races in Europa, maar ook de organiserende Auto-Cycle Union worstelde met de reglementering. Zij begon in 1907 met twee klassen: één- en tweecilinders met een beperkt brandstofverbruik. De tweecilinders waren in die tijd nog in het nadeel, omdat ze veel trager waren dan de eencilinders. De beperking van het brandstofverbruik was nodig om de Fransen met hun speciale maar dorstige racemotoren buiten de deur te houden. In 1909 werd voor het eerst de cilinderinhoud gereglementeerd, maar er was maar één klasse, die bestond uit eencilinders tot 500 cc en tweecilinders tot 750 cc. 

### 350cc-klasse
In 1912 ging men voor het eerst over tot cilinderinhoudsklassen zonder het aantal cilinders in aanmerking te nemen. De TT van Man kreeg nu haar Senior TT met motoren tot 500 cc en haar Junior TT met motoren tot 350 cc. Daarmee was de 350cc-klasse geboren. Toen de ACU samen met de Nederlandsche Motorwielrijders Vereeniging in 1912 de FICM nieuw leven inblies werd dit al snel een sterke, internationale organisatie, die internationale wedstrijden onder vergelijkbare reglementen kon organiseren, maar door het uitbreken van de Eerste Wereldoorlog moest men daarmee wachten tot de eerste helft van de jaren twintig. De TT van Man kende intussen naast de Senior- en de Junior TT ook nog de Lightweight TT met motoren tot 250 cc.

### Europees kampioenschap wegrace
Toen het in 1924 eindelijk tot een Europees kampioenschap kwam, omarmde de FICM de reglementen van de Isle of Man TT en werd er gereden in de klassen 250-, 350- en 500 cc. De eerste Europees kampioen in de 350cc-klasse werd Jimmie Simpson met een AJS.
Fabrikanten speelden in op de bestaande klassenindeling door speciale racemachines met kopklepmotoren te ontwikkelen, zoals de AJS G6 "Big Port", de Norton CJ1, de Rudge Ulster en de Bianchi Freccia Celeste, waarmee Tazio Nuvolari in 1926 Europees kampioen werd.
In de jaren dertig veranderden de 350cc-racers niet veel. Over het algemeen waren het eenvoudige, lichte eencilinderviertaktmotoren met kopkleppen, soms met bovenliggende nokkenasssen die aangestuurd werden door een koningsas. De 350- en de 500cc-klassen kregen vergelijkbare machines, waarbij de beste in het Verenigd Koninkrijk door Norton, AJS, Rudge en Velocette werden gebouwd. Pas in 1939 werd er een tweetaktmotor Europees kampioen: Heiner Fleischmann met een DKW. 

#### Europese Kampioenen
|  | Kampioen won in dat seizoen ook de Europese titel 500 cc |

| Seizoen | Coureur            | Merk        |
| ------- | ------------------ | ----------- |
| 1924    | Jimmie Simpson     | AJS         |
| 1925    | Tazio Nuvolari     | Bianchi     |
| 1926    | Frank Longhman     | AJS         |
| 1927    | Jimmie Simpson     | AJS         |
| 1928    | Wal Handley        | Motosacoche |
| 1929    | Leo Davenport      | AJS         |
| 1930    | Ernie Nott         | Rudge       |
| 1931    | Ernie Nott         | Rudge       |
| 1932    | Louis Jeannin      | Jonghi      |
| 1933    | Jimmie Simpson     | Norton      |
| 1934    | Jimmie Simpson     | Norton      |
| 1935    | Wal Handley        | Velocette   |
| 1936    | Freddie Frith      | Norton      |
| 1937    | Jimmie Guthrie     | Norton      |
| 1938    | Ted Mellors        | Velocette   |
| 1939    | Heiner Fleischmann | DKW         |
| 1947    | Fergus Anderson    | Velocette   |
| 1948    | Freddie Frith      | Velocette   |

### Wereldkampioenschap wegrace
In de jaren veertig had de racerij door de Tweede Wereldoorlog grotendeels stilgelegen en dat gold ook voor de ontwikkelingen aan de motorfietsen. Men pakte de draad weer op met vooroorlogse machines, maar toen in de jaren vijftig de ontwikkeling van racemotoren weer serieuzer werd aangepakt, bleef die beperkt tot 250- en 500cc-machines. Snelle 350cc-motoren waren toen al grotere versies van de 250cc-machines of verkleinde 500cc-racers. De Britse eencilinders maakten de dienst uit tot de Italianen met de Moto Guzzi Monocilindrica 350 (een grotere versie van de Moto Guzzi Bialbero 250) en de MV Agusta 350 4C (een kleinere versie van de MV Agusta 500 4C) kwamen, maar voor privérijders was de eencilinder AJS 7R de beste keus. Door de invoering van het wereldkampioenschap wegrace in 1949 was er voorlopig geen behoefte meer aan een Europees kampioenschap. Freddie Frith werd met zijn Velocette KTT Mk VIII de eerste wereldkampioen in de 350 cc klasse. In het seizoen 1962 kwam Honda met haar viercilinder RC 170 en in het seizoen 1967 zelfs met de zescilinder RC 174. Met die machines domineerde het merk de 350cc-klasse in de jaren zestig. Toen waren de belangrijkste machines al opgeboorde 250cc-modellen: de Honda mat slechts 297 cc, er waren tot 251 cc opgeboorde MZ RE 250's en Phil Read kon al in 1965 goed meekomen met een 254cc-Yamaha RD 05. Toen Honda in 1967 stopte met racen nam MV Agusta het stokje weer over tot de Yamaha TZ 350-tweetaktracers in het seizoen 1974 te sterk werden.
Intussen vonden de fabrikanten het aantal klasse waarvoor ze racemotoren moesten ontwikkelen te groot, en aan het einde van de jaren zeventig waren 350cc-modellen uit de mode geraakt. Van de Japanse Grote Vier maakte alleen Yamaha nog de Yamaha RD 350, gebaseerd op de TZ 350-racer. De extra klasse drukte ook de startgelden per klasse, waardoor privérijders om uit de kosten te komen noodgedwongen zowel in de 250- als de 350cc-klasse moesten starten, meestal met twee aparte motorfietsen, maar soms ook met een extra set zuigers en cilinders om tussendoor hun 250cc-machine een iets grotere cilinderinhoud te geven.
De 350cc-klasse boette aan belang in ten gunste van de 250cc- en de 500cc-klasse en de FIM besloot om de 350cc-klasse in 1983 af te schaffen. De TT van Man was haar daarin al voorgegaan: in 1976 ging de cilinderinhoud van de Junior TT naar 250 cc.

#### Wereldkampioenen
|  | Kampioen won in dat seizoen ook de wereldtitel 500 cc |
|  | Kampioen won in dat seizoen ook de wereldtitel 250 cc |

| Seizoen         | Land   | Coureur           | Merk            | PS     | W      | Pod.   | SR     | Punten | Marge  |
| 350 cc          | 350 cc | 350 cc            | 350 cc          | 350 cc | 350 cc | 350 cc | 350 cc | 350 cc | 350 cc |
| --------------- | ------ | ----------------- | --------------- | ------ | ------ | ------ | ------ | ------ | ------ |
| 1949            | GBR    | Freddie Frith     | Velocette       | -      | 5      | 5      | 5      | 33     | 15     |
| 1950            | GBR    | Bob Foster        | Velocette       | -      | 3      | 4      | 3      | 30     | 6      |
| 1951            | GBR    | Geoff Duke        | Norton          | -      | 5      | 5      | 4      | 40     | 21     |
| 1952            | GBR    | Geoff Duke        | Norton          | -      | 4      | 4      | 4      | 32     | 8      |
| 1953            | GBR    | Fergus Anderson   | Moto Guzzi      | -      | 3      | 5      | 2      | 30     | 4      |
| 1954            | GBR    | Fergus Anderson   | Moto Guzzi      | -      | 4      | 5      | 5      | 38     | 16     |
| 1955            | GBR    | Bill Lomas        | Moto Guzzi      | -      | 4      | 6      | 6      | 32     | 14     |
| 1956            | GBR    | Bill Lomas        | Moto Guzzi      | -      | 3      | 3      | 4      | 24     | 7      |
| 1957            | GBR    | Keith Campbell    | Moto Guzzi      | -      | 3      | 4      | 1      | 30     | 8      |
| 1958            | GBR    | John Surtees      | MV Agusta       | -      | 6      | 6      | 6      | 32     | 8      |
| 1959            | GBR    | John Surtees      | MV Agusta       | -      | 6      | 6      | 5      | 32     | 16     |
| 1960            | GBR    | John Surtees      | MV Agusta       | -      | 2      | 4      | 3      | 22     | 0      |
| 1961            | RHO    | Gary Hocking      | MV Agusta       | -      | 4      | 5      | 6      | 32     | 6      |
| 1962            | RHO    | Jim Redman        | Honda           | -      | 4      | 5      | 2      | 32     | 10     |
| 1963            | RHO    | Jim Redman        | Honda           | -      | 5      | 6      | 5      | 32     | 4      |
| 1964            | RHO    | Jim Redman        | Honda           | -      | 8      | 8      | 7      | 40     | 16     |
| 1965            | RHO    | Jim Redman        | Honda           | -      | 4      | 5      | 3      | 38     | 6      |
| 1966            | GBR    | Mike Hailwood     | Honda           | -      | 10     | 10     | 8      | 48     | 6      |
| 1967            | GBR    | Mike Hailwood     | Honda           | -      | 6      | 6      | 4      | 40     | 8      |
| 1968            | ITA    | Giacomo Agostini  | MV Agusta       | -      | 7      | 7      | 7      | 32     | 14     |
| 1969            | ITA    | Giacomo Agostini  | MV Agusta       | -      | 8      | 8      | 7      | 90     | 43     |
| 1970            | ITA    | Giacomo Agostini  | MV Agusta       | -      | 9      | 9      | 9      | 90     | 32     |
| 1971            | ITA    | Giacomo Agostini  | MV Agusta       | -      | 6      | 6      | 8      | 90     | 27     |
| 1972            | ITA    | Giacomo Agostini  | MV Agusta       | -      | 6      | 7      | 7      | 102    | 13     |
| {vanaf hier ps} |        |                   |                 |        |        |        |        |        |        |
| 1973            | ITA    | Giacomo Agostini  | MV Agusta       | 4      | 4      | 6      | 3      | 84     | 7      |
| 1974            | ITA    | Giacomo Agostini  | Yamaha          | 1      | 5      | 5      | 4      | 75     | 13     |
| 1975            | VEN    | Johnny Cecotto    | Bimota-Yamaha   | 3      | 4      | 5      | 4      | 78     | 19     |
| 1976            | ITA    | Walter Villa      | Harley-Davidson | 4      | 4      | 5      | 3      | 76     | 11     |
| 1977            | JPN    | Takazumi Katayama | Yamaha          | 0      | 5      | 7      | 2      | 95     | 39     |
| 1978            | RSA    | Kork Ballington   | Kawasaki        | 4      | 6      | 9      | 2      | 134    | 57     |
| 1979            | RSA    | Kork Ballington   | Kawasaki        | 5      | 5      | 5      | 3      | 99     | 9      |
| 1980            | RSA    | Jon Ekerold       | Bimota-Yamaha   | 0      | 3      | 4      | 1      | 63     | 3      |
| 1981            | FRG    | Toni Mang         | Kawasaki        | 6      | 5      | 7      | 4      | 103    | 51     |
| 1982            | FRG    | Toni Mang         | Kawasaki        | 1      | 1      | 6      | 3      | 81     | 17     |